# کله‌فنجونی
کله‌فنجونی یا کاپ‌هد (به انگلیسی: Cuphead) (با زیر عنوان با شیطان معامله نکن) یک بازی ویدئویی مستقل در سبک شوتم آپ است که توسط استودیو MDHR تولید شده‌است. این بازی برای مایکروسافت ویندوز و اکس‌باکس وان در سپتامبر ۲۰۱۷، و برای مک‌اواس در اکتبر ۲۰۱۸ ارائه شد. این بازی با الهام گرفتن و تلفیقی از سبک رابر هوس و آثار پویانمایی دههٔ ۱۹۳۰ و کارهای کارتون‌سازهایی از جملهٔ مکس فلیشر و استودیو فلیشر ساخته شده‌است.
کله‌فنجونی امکان بازی تک‌نفره و چندنفره را داراست. کله‌فنجونی و برادرش مرد لیوانی دو شخصیت این بازی هستند که در مراحل مختلف به مبارزه می‌پردازند و در انتها با شکست دادن غول های هر مرحله تلاش می‌کنند که بدهی خود به شیطان را بپردازند. این بازی به خاطر سبک طراحی و دشواری چالش برانگیزش مورد ستایش قرار گرفته و هم از نظر منتقدان و هم از نظر تجاری با فروش ۳ میلیون نسخه تا اوت ۲۰۱۸ به موفقیت رسیده است. این بازی جوایز متعددی را برای طراحی هنری، انیمیشن و موسیقی به دست آورده است.